# Sint-Rochuskerk (Hasselt)

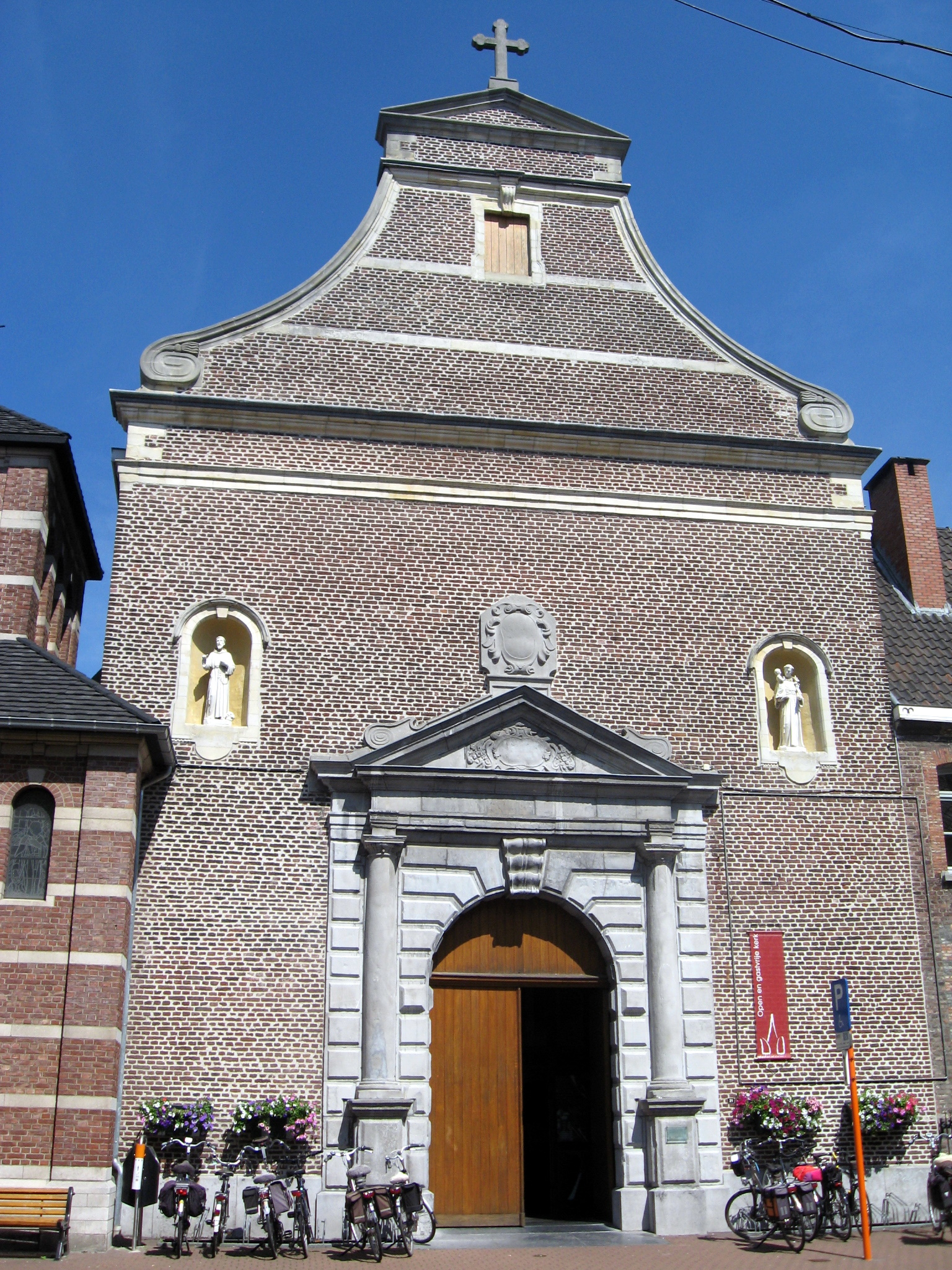
Sint-Rochuskerk

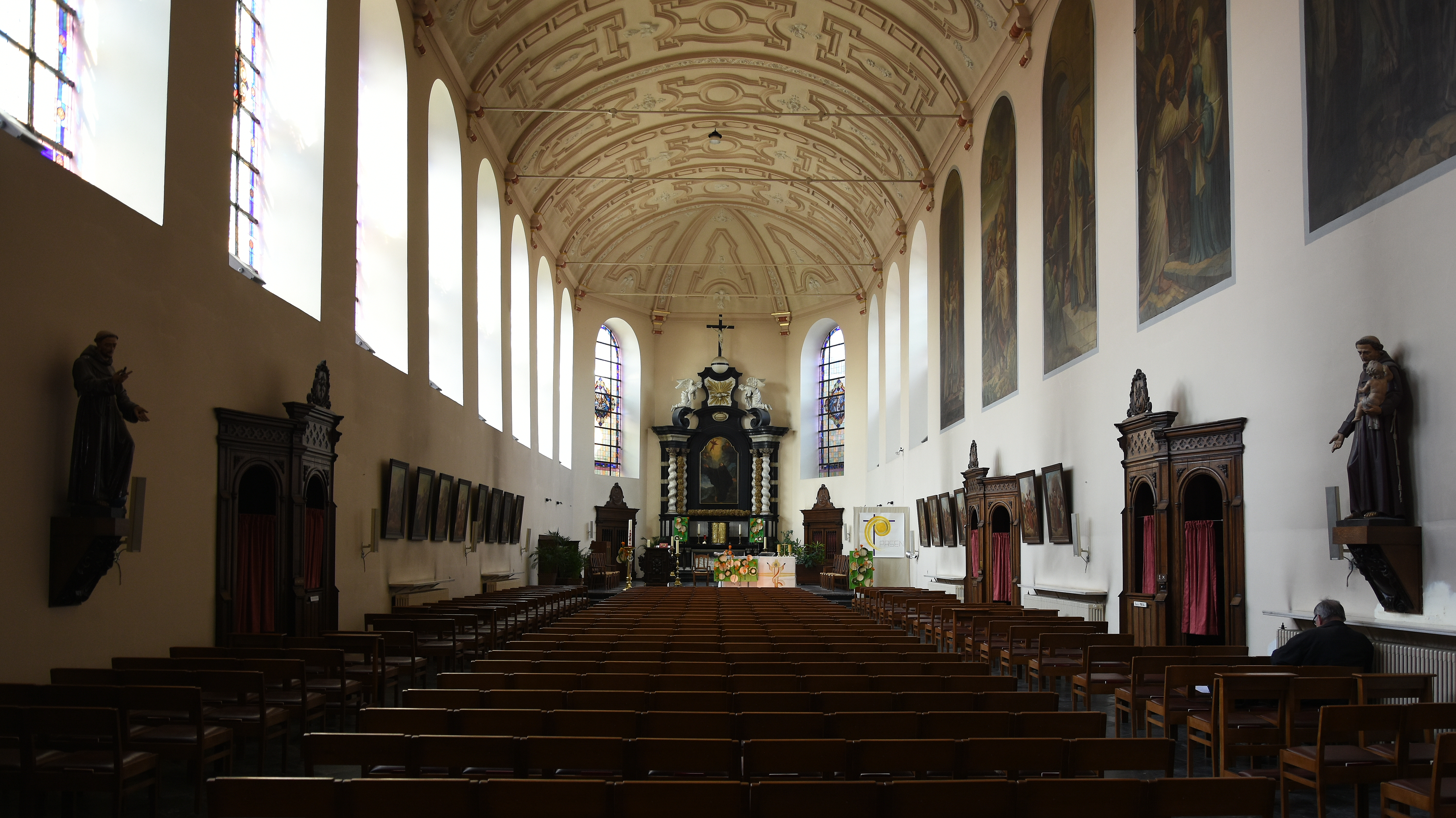
Het interieur van de kerk

De Sint-Rochuskerk of Minderbroederskerk is een kerkgebouw te Hasselt, gelegen aan Minderbroedersstraat 23.
De kerk maakt onderdeel uit van het Minderbroedersklooster te Hasselt.
Het is een eenbeukige bakstenen kerk in barokstijl. De voorgevel is een klokgevel, bekroond door een driehoekig fronton waarop een kruis is aangebracht. De toegangspoort, die in de 18e eeuw werd gewijzigd, wordt omlijst door Toscaanse halfzuilen welke een driehoekig fronton dragen. Hierboven is een gevelsteen aangebracht welke de wapens van de heren van Vogelsanck toonde, die echter in de Franse tijd (1797) werden vernield.
Nadat de Minderbroeders in 1898 weer bezit hadden genomen van klooster en kerk werden in de nissen in de voorgevel de beelden geplaatst van Antonius van Padua en van Sint-Franciscus.

## Interieur
Het interieur wordt gedekt door een tongewelf dat voorzien is van barok stucwerk. De kerk bezit een beeld van Onze-Lieve-Vrouw van Smarten, in gepolychromeerd hout, uit omstreeks 1600. Het hoofdaltaar uit het begin van de 18e eeuw werd in 1900 overgebracht uit de Sint-Pieterskerk te Leuven.
Het orgel is uit 1903, maar de orgelkast is ouder, en afkomstig uit het Begijnhof van Tongeren.